# Jason Rosener
Jason Rosener (* 12. Februar 1975 in Omaha, Nebraska) ist ein ehemaliger US-amerikanischer Skirennläufer.

## Karriere
Rosener feierte sein internationales Renndebüt bei den Juniorenweltmeisterschaften 1993 am Monte Campione, wobei er in der Abfahrt den 7. Platz belegte. Im darauffolgenden Jahr konnte er dieses Ergebnis nochmals übertreffen und die Bronzemedaille hinter dem Kanadier Kevin Wert und dem Russen Wassili Bessmelnizyn gewinnen.
In den darauffolgenden Jahren startete Rosener hauptsächlich im Nor-Am Cup sowie bei FIS-Rennen in den USA und Kanada, wobei er einige Erfolge erzielen konnte. 1997 konnte er sich aufgrund guter Leistungen in diesem Bereich sowie einiger guter Ergebnisse im Europacup für die Weltmeisterschaften 1997 in Sestriere qualifizieren. Dort belegte er als beste US-Amerikaner den 16. Platz, noch vor bereits Weltcuperprobten Athleten wie Chad Fleischer oder AJ Kitt. In der Kombinationsabfahrt belegte er gar den 4. Platz.
Am 21. Februar 1997 gab Rosener beim Super-G von Garmisch-Partenkirchen sein Weltcupdebüt, wobei er allerdings ausschied. Seine ersten Weltcuppunkte gewann er am 5. Dezember 1997 mit Rang 25 bei der Abfahrt von Beaver Creek.
1998 nahm Rosener zum ersten und einzigen Mal an Olympischen Winterspielen teil. Bei den Wettkämpfen in Nagano belegte er den 15. Rang in der Abfahrt. In der Alpinen Kombination trat er trotz ursprünglicher Meldung nicht zum Rennen an.
Am 7. März 1998 gelang Rosener mit Platz 18 bei der Abfahrt von Kvitfjell seine beste Weltcupplatzierung.
An diese Erfolge konnte Rosener jedoch in den nachfolgenden Jahren nicht mehr anknüpfen, so bestritt er nur noch einige FIS-Rennen in den USA. Sein letztes internationales Rennen bestritt er am 8. April 2001 in Breckenridge, Colorado, bevor er seine Karriere schließlich beendete.

## Erfolge

### Olympische Winterspiele
- Nagano 1998: 15. Abfahrt, DNS Alpine Kombination

### Weltmeisterschaften
- Sestriere 1997: 16. Abfahrt, 18. Alpine Kombination, 35. Super-G

### Weltcup
- 3 Platzierungen unter den besten 30

### Juniorenweltmeisterschaften
- Monte Campione 1993: 7. Abfahrt, 31. Super-G
- Lake Placid 1994: 3. Abfahrt, 37. Super-G

### Nor-Am Cup
- 4 Podestplätze, davon ein Sieg

| Datum            | Ort         | Land   | Disziplin |
| ---------------- | ----------- | ------ | --------- |
| 6. Dezember 1996 | Lake Louise | Kanada | Abfahrt   |

### Europacup
- 5 Platzierungen unter den besten 5, davon 2 Podestplätze

### Weitere Erfolge
- 12 Siege bei FIS-Rennen